# Julius Lippmann

Julius Lippmann

Julius Lippmann (* 22. Juli 1864 in Danzig; † 13. November 1934 in Berlin) war ein deutscher Jurist und Politiker (DDP). Er war der einzige liberale Oberpräsident der Provinz Pommern.

## Leben
Julius Lippmann besuchte das Danziger Gymnasium und begann anschließend ein Studium der Klassischen Philologie. Ab dem Sommersemester 1882 studierte er Rechtswissenschaften an der Friedrich-Wilhelms-Universität Berlin. Dort gehörte er der Landsmannschaft Normannia an (Austritt: 1923). Nach seinem Studium war er seit 1892 Rechtsanwalt in Stettin und wurde später zum Justizrat ernannt.
Lippmann schloss sich zunächst der Freisinnigen Vereinigung an. 1900 wurde er in die Stettiner Stadtverordnetenversammlung gewählt. Er wurde 1908 ins Preußische Abgeordnetenhaus gewählt, dem er bis 1918 angehörte. 1910 wurde er Mitglied der Fortschrittlichen Volkspartei (FVP). Er war stellvertretender Fraktionsvorsitzender und widmete sich im Abgeordnetenhaus besonders wasserrechtlichen Fragen. Maßgeblichen Anteil hatte er an der Vorbereitung des Fischereigesetzes. Während des Ersten Weltkrieges gehörte er der Budgetkommission für kriegswirtschaftliche Aufgaben als Berichterstatter an. Nach der Auflösung der FVP Ende 1918 wurde er Mitglied der DDP und gehörte 1919/1920 in der Weimarer Nationalversammlung an.
Der preußische Innenminister Paul Hirsch berief ihn 1919 zum Oberpräsidenten der Provinz Pommern. Die einflussreichen deutschnationalen und konservativen Kräfte in Pommern setzten ihm starken Widerstand entgegen, insbesondere wenn es um die Besetzung von Verwaltungs- und Landratsstellen ging, bei denen diese Kreise ein Mitspracherecht hatten. Wegen seiner jüdischen Abstammung sah sich der konvertierte Lippmann antisemitischer Hetze ausgesetzt.
Lippmann engagierte sich für die Vertiefung des Fahrwassers zwischen Stettin und Swinemünde und förderte die Erweiterung des Stettiner Hafens. Zugunsten der Landwirtschaft in Pommern regte er 1927/28 eine Notstandsaktion an. Den Bibliotheksdirektor Erwin Ackerknecht unterstützte er beim Ausbau des Bibliothekswesens in der Provinz. 1930 trat Lippmann mit Erreichung der Altersgrenze zurück.
Bereits 1927 hatte ihn die Universität Greifswald zum Ehrensenator ernannt. Ab dem Wintersemester 1930 war er in Greifswald Dozent für Verwaltungslehre, Verwaltungsrecht und -politik. Den sich abzeichnenden Restriktionen und Repressalien gegen Hochschullehrer jüdischer Herkunft entging er, indem er sich 1933 von seinem Lehrauftrag entbinden ließ. Wegen des in Stettin unter dem Gauleiter Wilhelm Karpenstein besonders starken nationalsozialistischen Terrors siedelte Lippmann nach Berlin über. Dort verstarb er 1934.